# Folgosinho
Folgosinho es una freguesia portuguesa del concelho de Gouveia, con 52,33 km² de superficie y 580 habitantes (2001). Su densidad de población es de 11,1 hab/km².